# Oligoaphidius sannoniensis
Oligoaphidius sannoniensis är en stekelart som beskrevs av Quilis 1940. Oligoaphidius sannoniensis ingår i släktet Oligoaphidius och familjen bracksteklar. Inga underarter finns listade i Catalogue of Life.